# 봉헌 삼각대

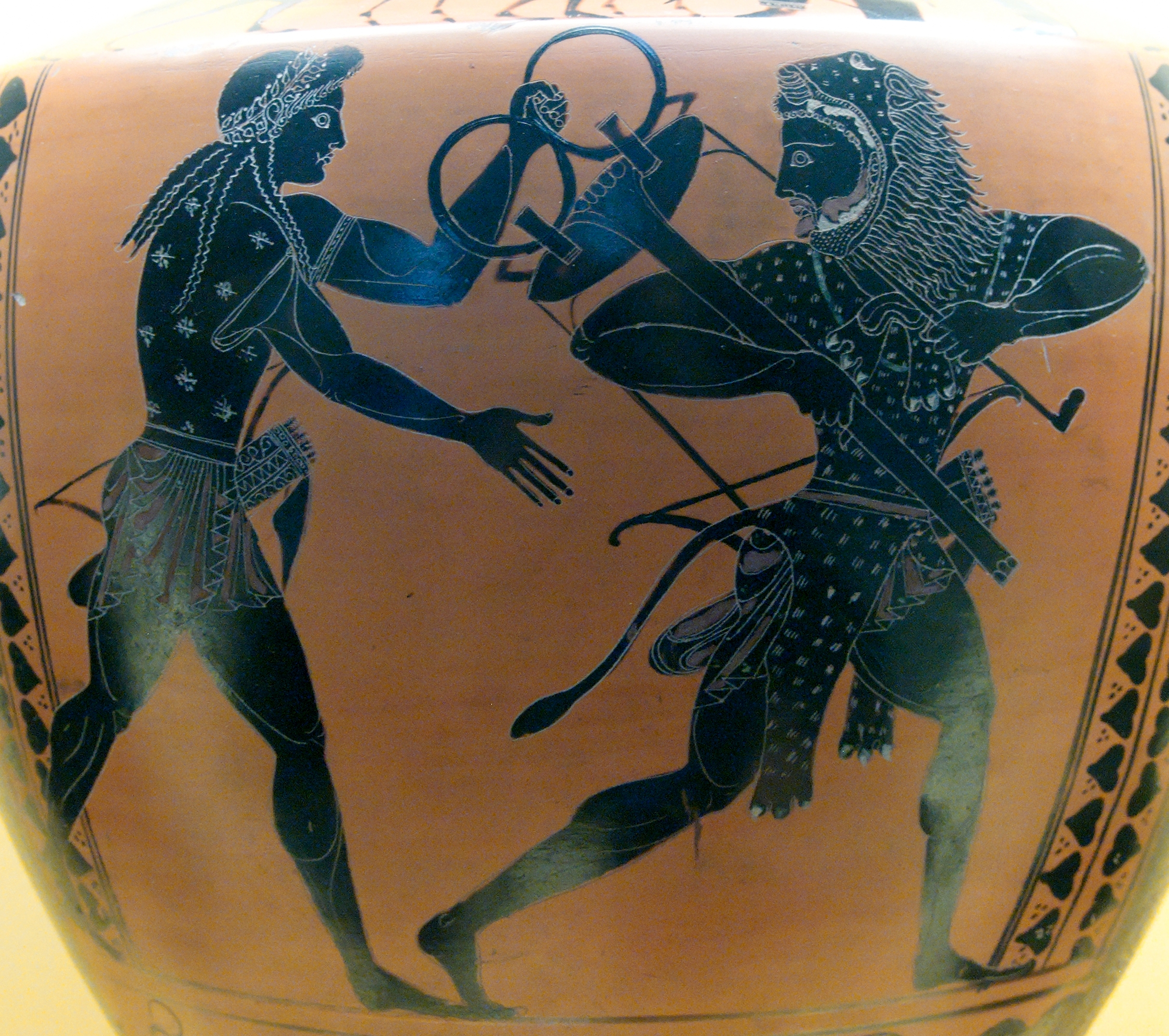
아폴론과 헤라클레스의 전투가 그려진 봉헌 삼각대

봉헌 삼각대(Sacrificial tripod)는 종교적인 의식 혹은 제물 헌납을 위해 쓰인 삼각대를 말한다. 3각으로 된 구조가 가장 안정적인 형태였기 때문에 고대에 가장 보편적으로 쓰였다. 아폴론과 델포이 신탁과 부분적으로 연관되어있다.